# Flughafen Nome

i7
i11
i13
Der Flughafen Nome (englisch Nome Airport, IATA-Code: OME, ICAO-Code: PAOM)   ist ein vom Staat betriebener, öffentlich genutzter Flughafen, der sich 2 km westlich vom Stadtzentrum Nomes entfernt befindet.
Der Bundesstaat Alaska betreibt auch das Nome City Field nördlich der Stadt.

## Geschichte
Während des Ersten Weltkrieges wurde der Flughafen als Militärbasis genutzt. Unter dem Namen Marks Army Airfield benutzten der zivile und der militärische Flugverkehr dieselbe Infrastruktur.

## Trivia
In der Nähe des Flughafens befindet sich eine Pizzeria, welche „Airport Pizza“ heißt. Sie ist bekannt dafür, dass sie mit Hilfe der Bering Air Pizza in weit entfernte Siedlungen liefert.